# Kościół Najświętszej Maryi Panny Wspomożenia Wiernych w Katowicach
Kościół Najświętszej Maryi Panny Wspomożenia Wiernych – rzymskokatolicki kościół parafialny parafii Najświętszej Maryi Panny Wspomożenia Wiernych, położony w Katowicach przy alei W. Korfantego, na obszarze dzielnicy Wełnowiec-Józefowiec. Świątynia powstała w budynku dawnej odlewni żelaza pochodzącej z początku XIX wieku. Została ona konsekrowana 4 października 1970 roku. W świątyni znajduje się XVIII-wieczny obraz Matki Bożej z Dzieciątkiem, znajdujący się pierwotnie w starym kościele w Michałkowicach.

## Historia
Obecna świątynia została wzniesiona na początku XIX wieku jako odlewnia żelaza. Następnie ten budynek był magazynem i sklepem, natomiast w czasie I wojny światowej w budynku znajdował się obóz dla rosyjskich jeńców wojennych. Budynek został przekazany przez zarząd Zakładów Hohenlohego pod kierownictwem dyrektora Zavelberga dla celów sakralnych, ponieważ mieszkańców Wełnowca dzieliła spora odległość od kościoła w Michałkowicach. Przebudowa została rozpoczęta jesienią 1919 roku. W dniu 18 kwietnia 1920 roku proboszcz parafii w Michałkowicach ksiądz Maksymilian Gerlich poświęcił tymczasową świątynię.
Po kilku latach podjęto decyzję o przebudowie tymczasowego obiektu z uwagi na fakt, iż nie może w najbliższy czasie powstać nowa świątynia. Z powodu niewystarczających środków finansowych, zarząd kościelny z ks. Janem Bujarą wystąpił z wnioskiem do zarządu gminy Wełnowiec i huty Hohenlohe o subwencję. W odpowiedzi gmina udzieliła pożyczki, a huta Hohenlohe przyznała wsparcie w postaci rzeczowej, tj. nieodpłatnie przekazała materiały budowlane. Latem 1930 roku rozpoczęła się przebudowa tymczasowej świątyni według projektu profesora Buchkremera z Akwizgranu. W dniu 21 grudnia tego samego roku gruntownie przebudowana świątynia została poświęcona przez wikariusza generalnego diecezji katowickiej księdza infułata Wilhelma Kasperlika. Wiosną 1931 roku powstały dwa boczne ołtarze. W dniu 4 października 1970 roku świątynia została konsekrowana przez księdza biskupa Czesława Domina. W 2002 roku dokonano przebudowy prezbiterium oraz powstało nowe tabernakulum – obydwa elementy zostały zaprojektowane przez Zygmunta Bachmańskiego.

## Wyposażenie świątyni

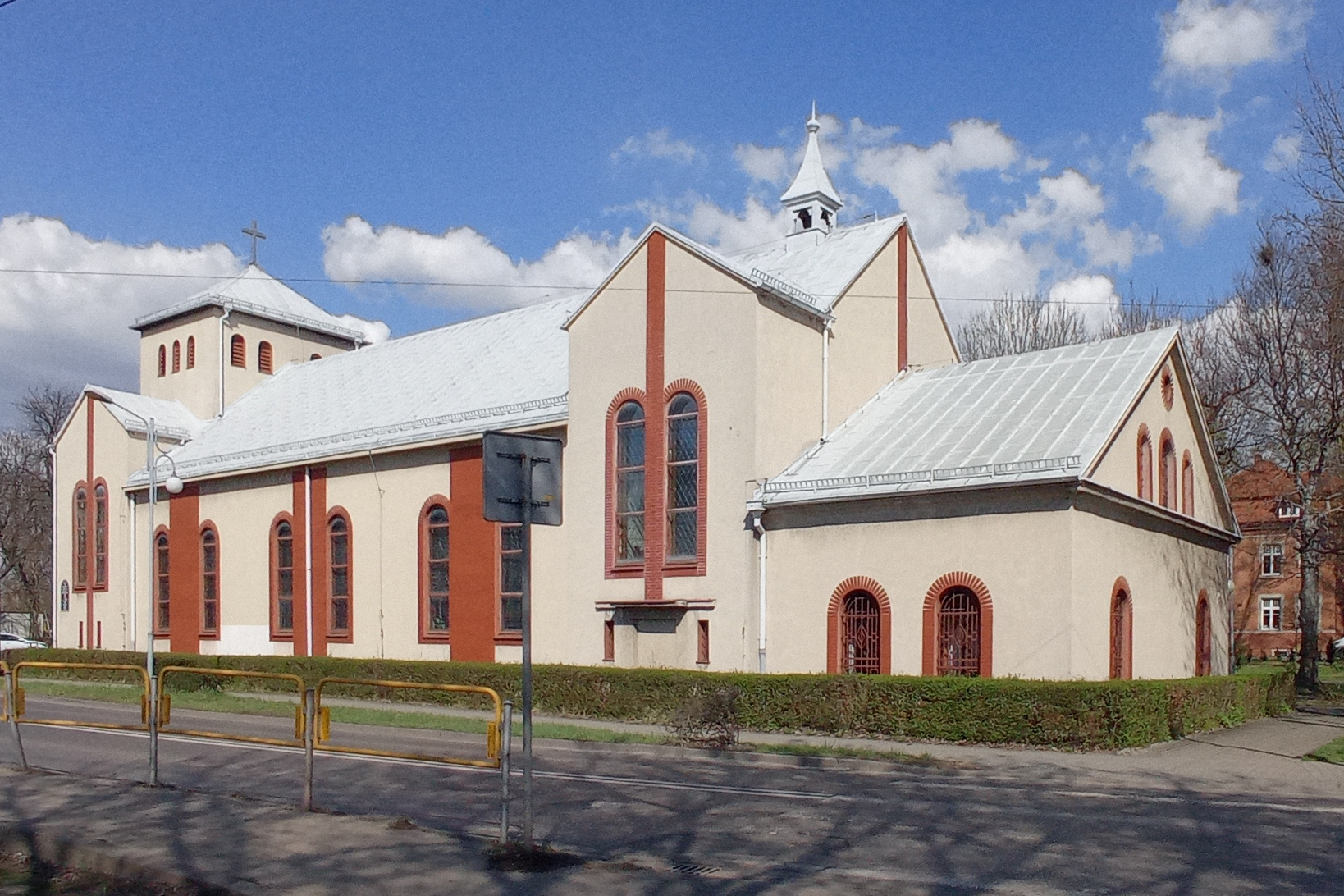
Widok z zachodu (2025)

W świątyni został umieszczony odnowiony obraz Matki Bożej z Dzieciątkiem pochodzący z ołtarza starej świątyni w Michałkowicach. Został namalowany prawdopodobnie w XVII wieku. Pierwsza renowacja obrazu została przeprowadzona przez malarza Kowalskiego z Katowic. Obraz został wykonany techniką olejną na płótnie grubo tkanym. Następnie został po raz pierwszy poddany gruntownej konserwacji w 1963 roku i w dniu 23 czerwca 2001 roku został do niej oddany po raz drugi do pracowni magistra Jana Gałuszki – konserwatora dzieł sztuki z Pszczyny. W czasie drugiej konserwacji okazało się, że pod dotychczasowym malowidłem obrazu jest umieszczona jego starsza wersja. Za zgodą władz kościelnych postanowiono przywrócić pierwotną wersję obrazu która obecnie jest umieszczona w ołtarzu głównym.
W 1931 roku zostały zamontowane dwa boczne ołtarze: Serca Jezusowego oraz świętej Barbary. Pierwszy został ufundowany przez dyrektora Kirschnioka, z kolei drugi został podarowany przez urzędników i robotników kopalni Hohenlohe. Organy kościelne powstały w 1920 roku w świdnickiej firmie Schlag & Söhne. Mają one 8 głosów i zostały one prawdopodobnie przeniesione z innego, mniejszego kościoła. W 1999 roku organy te zostały wyremontowane przez organmistrza Olgierda Nowakowskiego z Zabrza. Kościół pierwotnie posiadał trzy dzwony z 1932 roku, poświęcone przez księdza biskupa Juliusza Bieńka, z których zachował się tylko jeden. Obecnie w kościele wisi siedem dzwonów odlanych w różnych latach. Trzy mniejsze to wyremontowane i zawieszone w 2020 roku sygnaturki, odnalezione podczas porządków. W 2004 roku zostały one wyposażone w nowoczesny napęd, sterowany zegarem.